# Списак ЛГБТ+ медицинских организација
Списак ЛГБТ+ медицинских организација је приказ организованог облика удруживања лезбијки, гејева, бисексуалних и трансродних особа (ЛГБТ+) из области медицинске професије, које својим активизмом промовишу здравље ЛГБТ+ заједнице или подржавају и афирмишу ЛГБТ+ заједницу. Ове организације које здравље посматрају као холистички начин, који обухвата физичко, социјално и емоционално благостање, у складу са Светском здравственом организацијом, сматрају да здравље појединаца и заједница као што је ЛГБТ+ заједница у значајној мери одређују друштвени фактори.

## Стратешки циљеви и задаци
Стратешки циљеви ЛГБТ+ медицинских организација су:
- стварање ационална агенде за здравље и благостање ЛГБТ+особа
- залагање на националном нивоу за реализацју здравственим потреба ЛГБТ+ особа на националном нивоу
- политичка посвећеност подршци здрављу ЛГБТ+ особа
- залагање за одговарајући приступ националном финансирању здравља и  здравствених пројеката намењених  ЛГБТ+ заједници
- дељење информација и ресурса за изградњу капацитета у ЛГБТ+ здравственом сектору
- идентификација друштвених детерминанти које имају здравствене импликације за ЛГБТ+ заједнице.

## Глобално
ГЛМА: Здравствени стручњаци за унапређење ЛГБТ равноправности (Health Professionals Advancing LGBT Equality) је организација од 2.000 лезбијки, геј, бисексуалних и трансродних (ЛГБТ) лекара, студената медицине и њихових присталица у свих 50 држава САД и 12 земаља света.
 Основана 1981. године, ГЛМА ради на борби против хомофобије у медицинској професији и друштву у целини; промовише квалитетну здравствену заштиту за ЛГБТ+ и ХИВ позитивне особе; негује  професионалну климу у којој  различити чланови могу да остваре свој пуни потенцијал; и да подржи чланове који су оспорени дискриминацијом на основу сексуалне оријентације.
Светско професионално удружење за здравље трансродних особа (World Professional Association for Transgender Health) раније Хари Бењамин Међународно удружење за родну дисфорију (ХБИГДА), је професионална организација посвећена разумевању и лечењу родне дисфорије.

## Аустралија и океанија
Аустралија
- Национална ЛГБТИ здравствена алијанса (National LGBTI Health Alliance)[1]

## Европа
Ирска
- Геј доктори Ирска (Gay Doctors Ireland)
- Раинбов пројект (The Rainbow Project)

Велкика Британија
- CHAPS
- GMFA
- ЛГБТИ здравствени самит (LGBTI Health Summit)
- Пројекат за саветовање, саветовање и образовање (Project for Advice, Counselling and Education)

Италија
- AMIGAY aps
- Северна Америка (North America)

## Сједињене Америчке Државе
- Удружење ЛГБТК психијатара (Association of LGBTQ Psychiatrists)
- Callen-Lorde Community Health Center
- Fenway Health
- Gay City Health Project
- GMHC
- Howard Brown Health
- LGBTI Health Summit
- LGBTQ Health Caucus[5]
- Mazzoni Center
- The Mpowerment Project
- National LGBT Cancer Network
- Rainbow Health Initiative (Minnesota)
- Touro University Rainbow Health Coalition
- UCSF Alliance Health Project
- Whitman-Walker Health